# Durcet
Durcet är en kommun i departementet Orne i regionen Normandie i nordvästra Frankrike. Kommunen ligger i kantonen Athis-de-l'Orne som tillhör arrondissementet Argentan. År 2022 hade Durcet 289 invånare.

## Befolkningsutveckling
Antalet invånare i kommunen Durcet
| Referens: INSEE |